# Peñaranda de Duero (kommunhuvudort)
Peñaranda de Duero är en kommunhuvudort i Spanien.   Den ligger i provinsen Provincia de Burgos och regionen Kastilien och Leon, i den centrala delen av landet, 140 km norr om huvudstaden Madrid. Peñaranda de Duero ligger 858 meter över havet och antalet invånare är 587.
Terrängen runt Peñaranda de Duero är platt. Runt Peñaranda de Duero är det mycket glesbefolkat, med 7 invånare per kvadratkilometer. Närmaste större samhälle är Aranda de Duero, 17,6 km väster om Peñaranda de Duero. Trakten runt Peñaranda de Duero består till största delen av jordbruksmark.